# Criminalità in Brasile

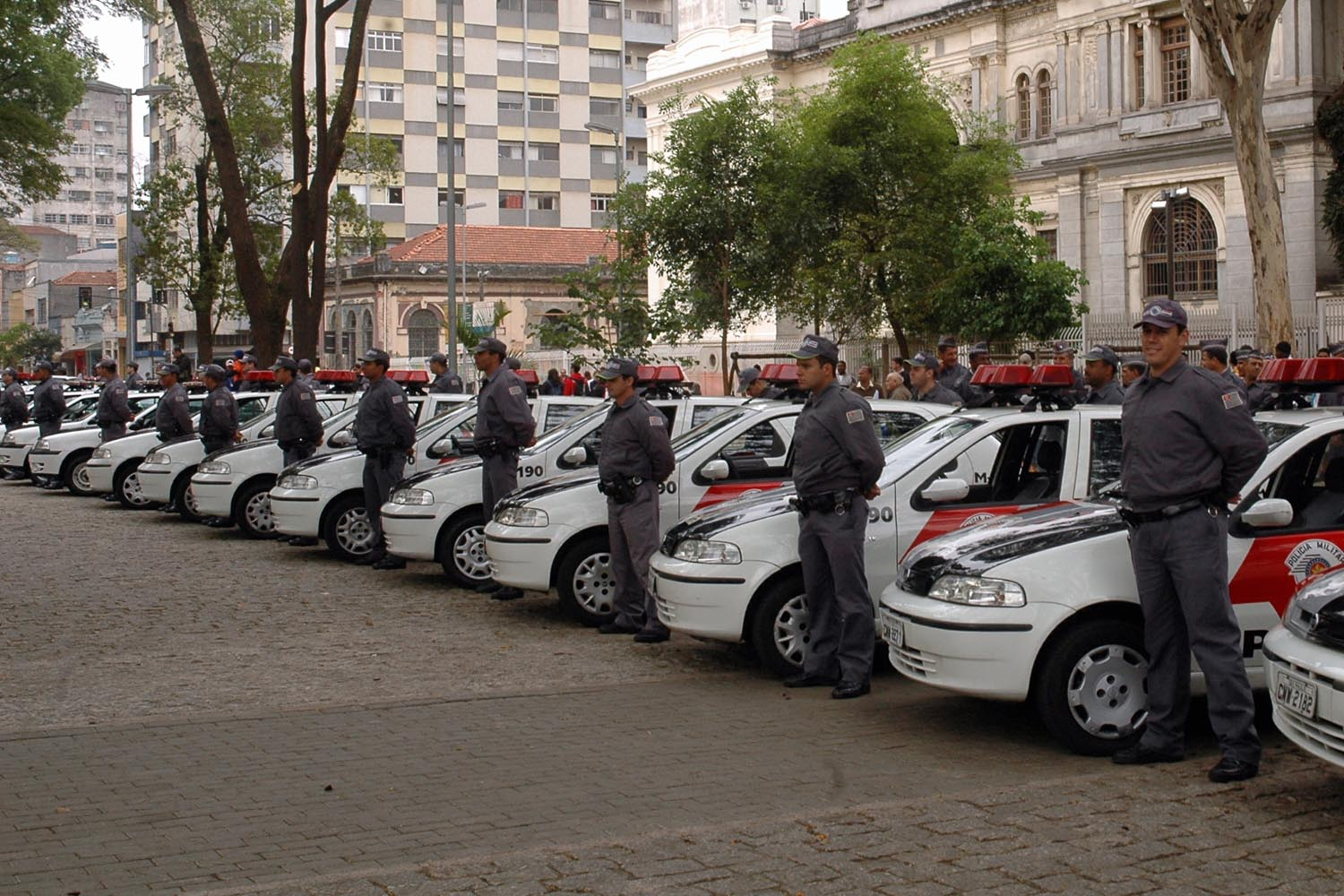
Auto della polizia a San Paolo

La criminalità in Brasile consta di un'elevata incidenza di crimini violenti e non violenti. Secondo la maggior parte delle fonti il Brasile e non solo ha alti tassi di criminalità, come omicidi e furti; a seconda della fonte (UNDP o Organizzazione mondiale della sanità) il tasso di omicidi è di 30-35 omicidi ogni 100.000 abitanti, che conferiscono al Brasile una posizione nella classifica dei 20 paesi con il più alto tasso di omicidi.
Si crede che la maggior parte delle minacce alla vita da parte del crimine in Brasile sia dovuta a motivi di droga e di alcolismo.
Il Brasile è inoltre uno dei paesi dove avvengono grandi importazioni di cocaina. Armi e marijuana invece sono per lo più create in loco.

## Dinamiche criminali

### Bande
Tra le bande delinquenziali favelane di spicco emergono: 
- il Comando Vermelho (CV), in passato chiamato Falange Vermelha, è nato intorno alla seconda metà degli anni settanta in ambiti penitenziari ed è fondato su un modello strutturale dei gruppi di sinistra con cui si trovavano in contatto al momento della fondazione[2];
- gli Amigos dos Amigos (ADA), sorti nei presidi di Rio tra il '94 e il 98' si sono alleati fin dai primi istanti con la fazione Terçeiro Comando per ridurre il potere del CV[3];
- il Primeiro Comando da Capital (PCC), sorto negli anni '90, è la principale fazione che controlla il crimine nella città più popolosa del Brasile, San Paolo.[4] Esso è noto per aver avuto relazioni con la 'Ndrangheta[5];
- il Terceiro Comando, letteralmente "terzo comando" è una fazione criminale carioca nata in contrapposizione con il Comando Vermelho. Nel 1998 si allea con ADA ampliando e fortificando così la sua organizzazione[6].

### Criminalità giovanile
Nello Stato brasiliano la criminalità è un'attività diffusa tra i giovani, i quali, come avviene sovente, non esitano alle maniere forti e per il raggiungimento di scopi malavitosi optano per metodi violenti che possono arrivare anche all'omicidio. I luoghi in cui operano frequentemente possono variare: dai semafori alle fermate degli autobus ma anche le spiagge sono spesso teatro di aggressioni.

### Traffico di droga
Il Brasile è un paese chiave per gli scambi marittimi diretti in Europa. Essi concernono spedizioni narcotiche di grandi entità.